# Гаццо
Гаццо, Ґаццо (італ. Gazzo, вен. Gazo) — муніципалітет в Італії, у регіоні Венето, провінція Падуя.
Гаццо розташоване на відстані близько 380 км на північ від Рима, 40 км на південний захід від Венеції, 14 км на південь від Падуї.
Населення — 4347 осіб (2014).

## Демографія
Населення за роками:

Станом на 1 січня 2023 року в муніципалітеті офіційно проживав 251 іноземець з 30 країн, серед них 93 громадяни країн Євросоюзу та 12 громадян України.

## Уродженці
- Карло Мураро (*1955) — італійський футболіст, нападник, нападник, згодом — футбольний тренер.

## Сусідні муніципалітети
- Камізано-Вічентіно
- Гранторто
- Грумоло-делле-Аббадессе
- П'яццола-суль-Брента
- Куїнто-Вічентіно
- Сан-П'єтро-ін-Гу
- Торрі-ді-Куартезоло